# Neuhaus an der Pegnitz
Neuhaus an der Pegnitz település Németországban, azon belül Bajorországban. Lakosainak száma 2819 fő (2023. december 31.).

## Népesség
A település népessége az elmúlt években az alábbi módon változott:
| Lakosok száma | 576  | 1303 | 2436 | 2867 | 2847 | 2893 | 2893 | 2841 | 2794 | 2819 |
|               | 1875 | 1950 | 1975 | 1987 | 2012 | 2014 | 2016 | 2017 | 2021 | 2023 |

## Leírása
Neuhaus an der Pegnitz fölött egy 56 méter magas dolomitsziklán emelkedik Valdenstein vára. A 11. században a bambergi püspökség emelte itt az első erődítményt a Valdensteini-erdőség védelmére. A vár karcsú, magas őrtornya (Waartturm) a 14. század végéről származik, valamint ez időből való a külső és belső várfal is a bástyatornyokkal. A vár lőportornyát 1725-ben egy villámcsapás lerombolta, azóta félig rom. A vár sziklafalába vájt földalatti járat (sólyomlyuk) állítólag a Sulzbach-Rosenberg fölötti Kőnigstein várával kötötte össze egykor Valdestein várát.

## Galéria

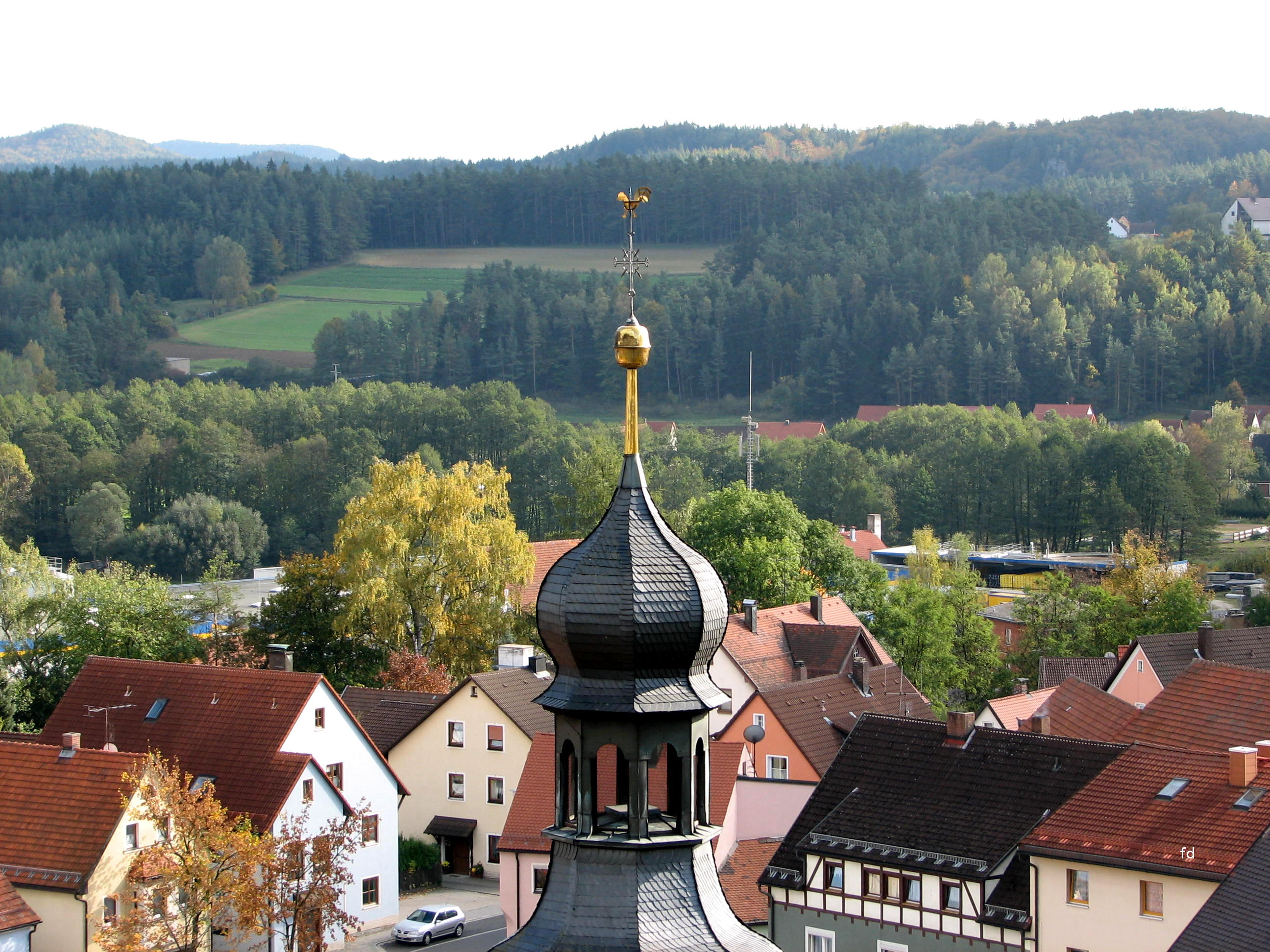
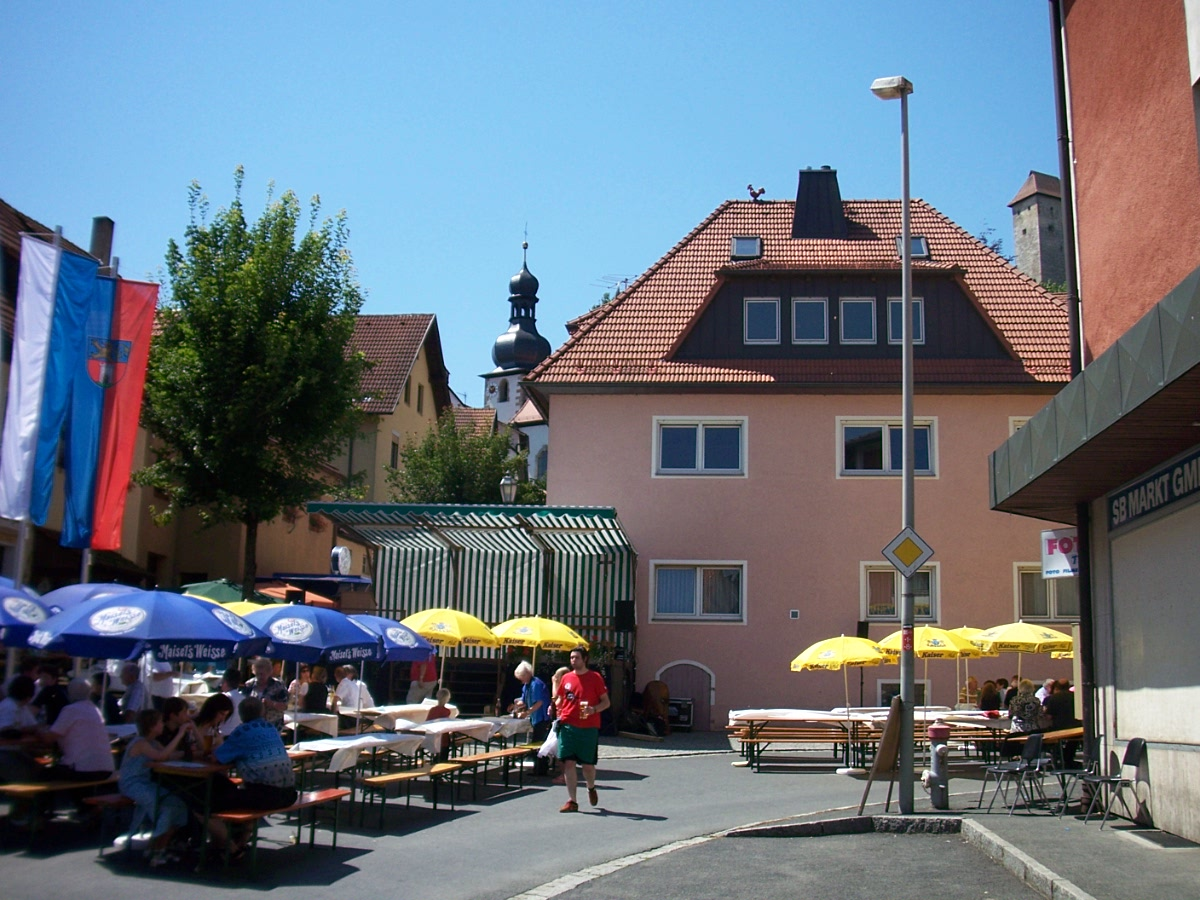
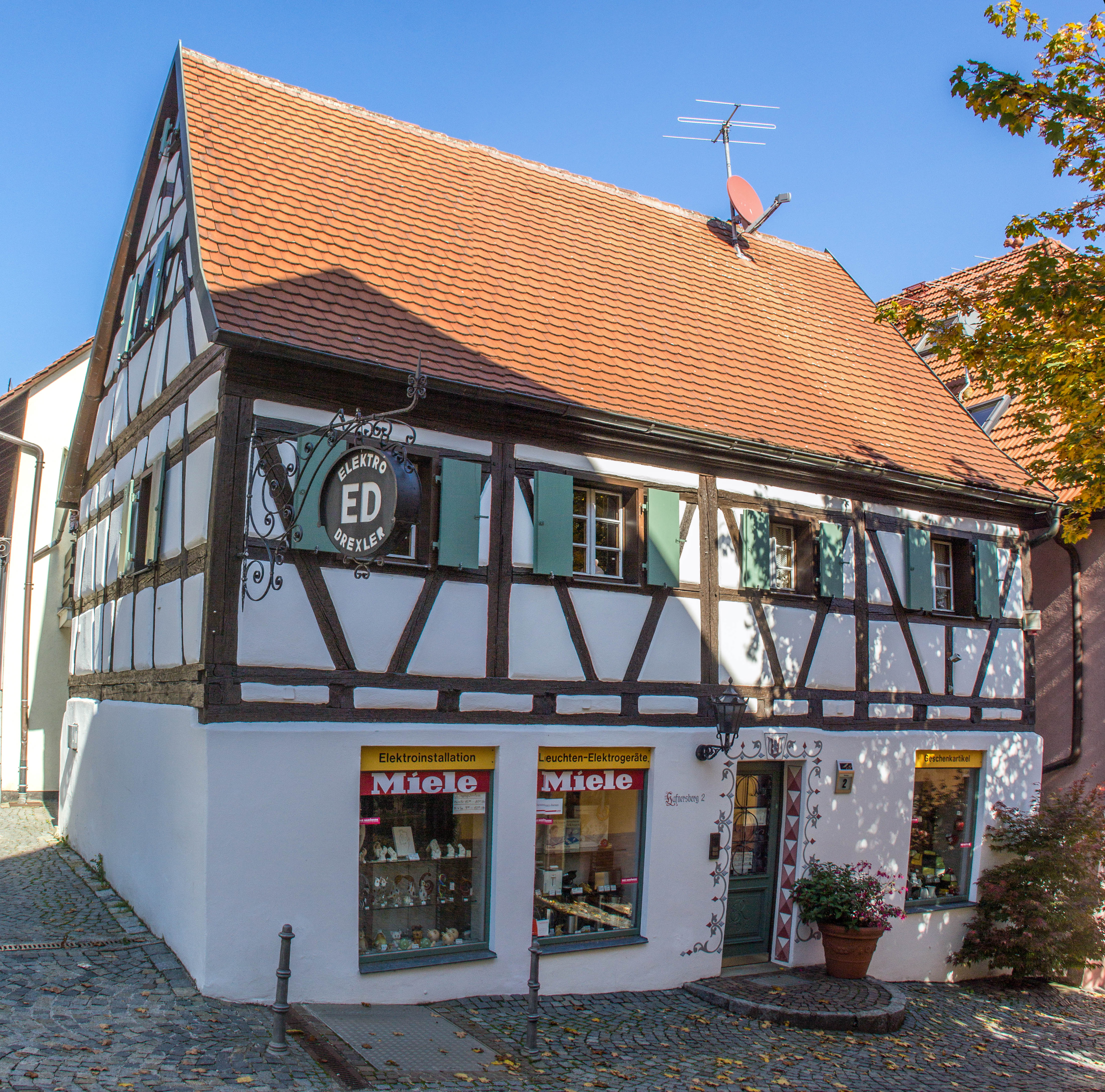
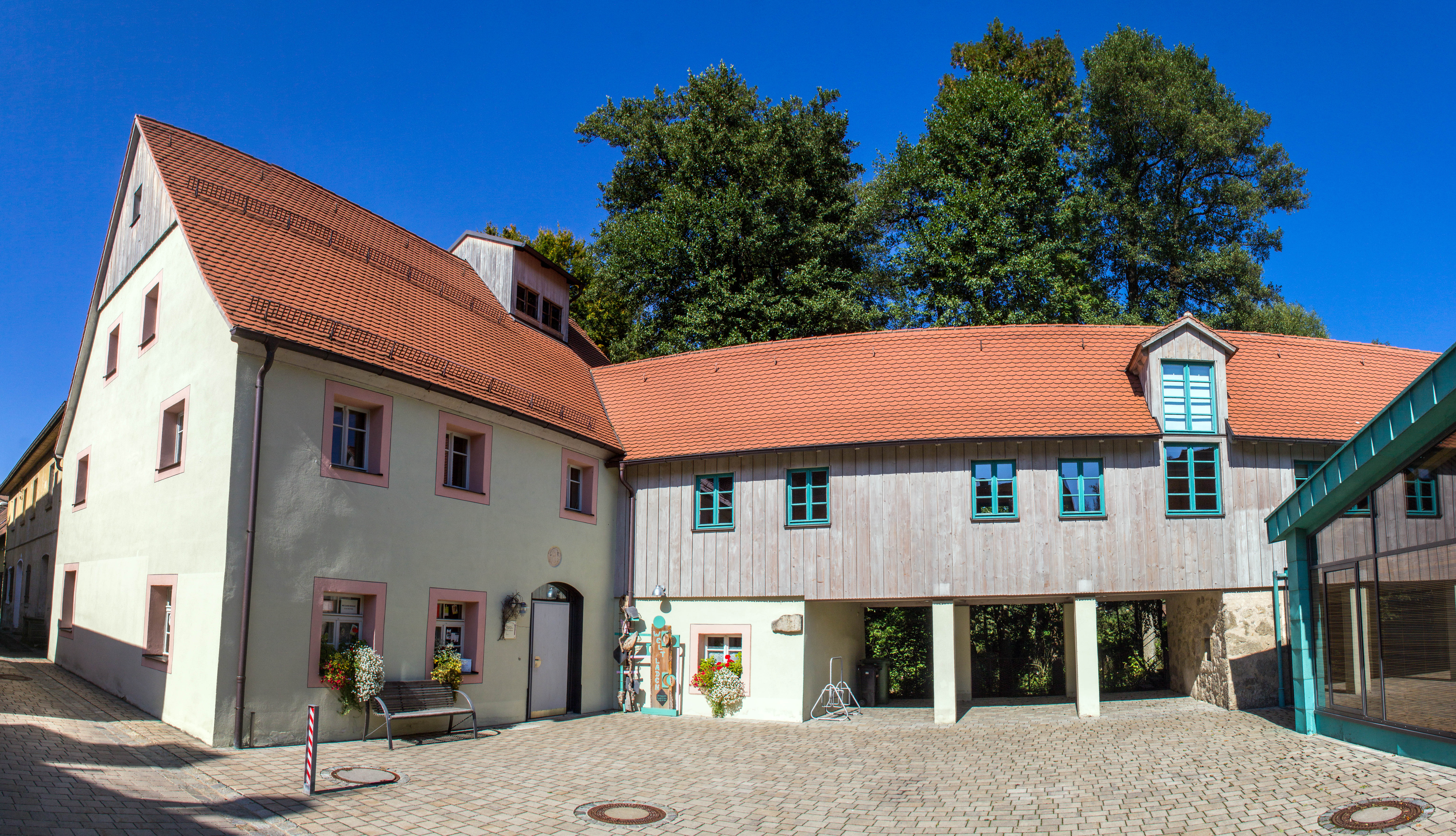
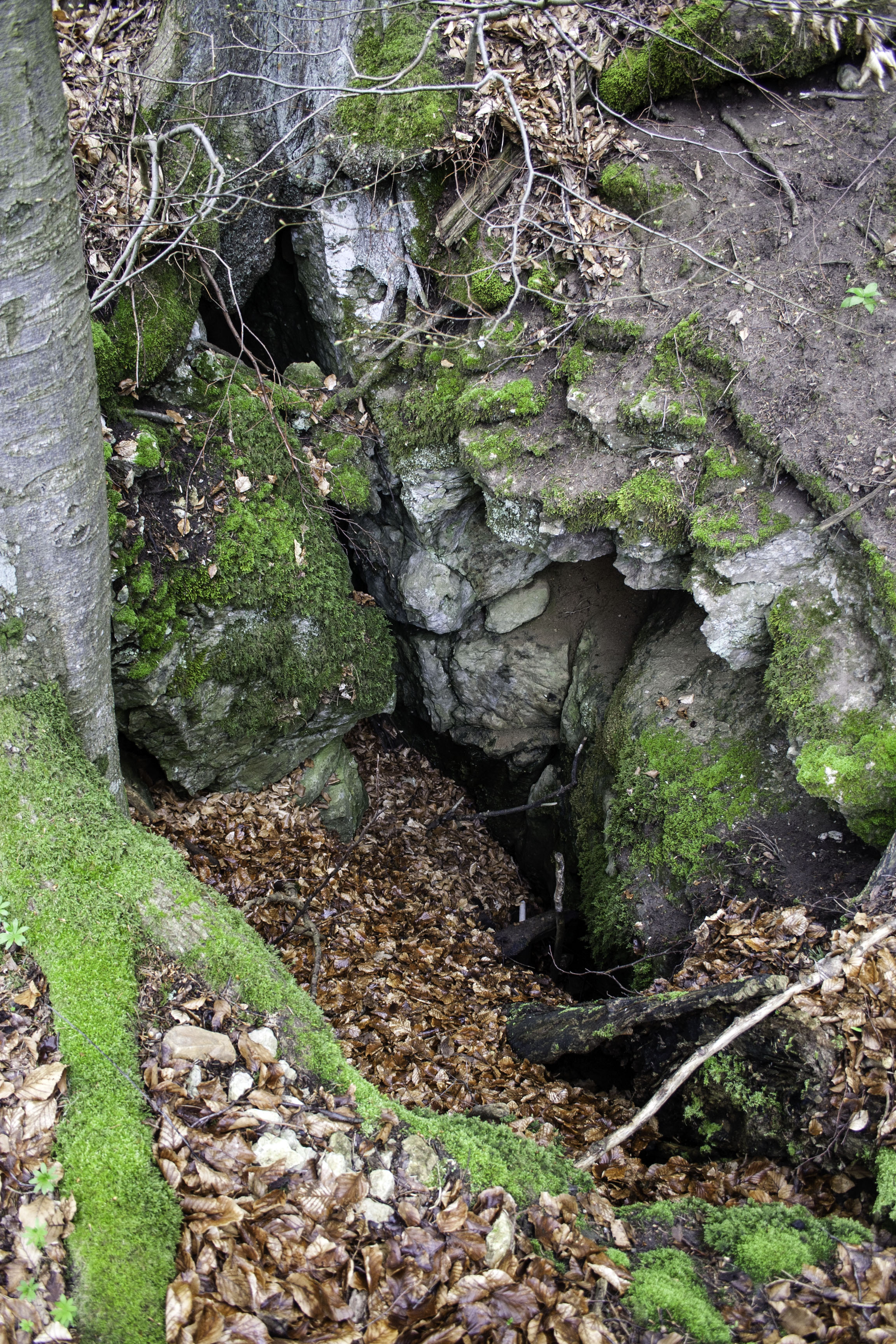
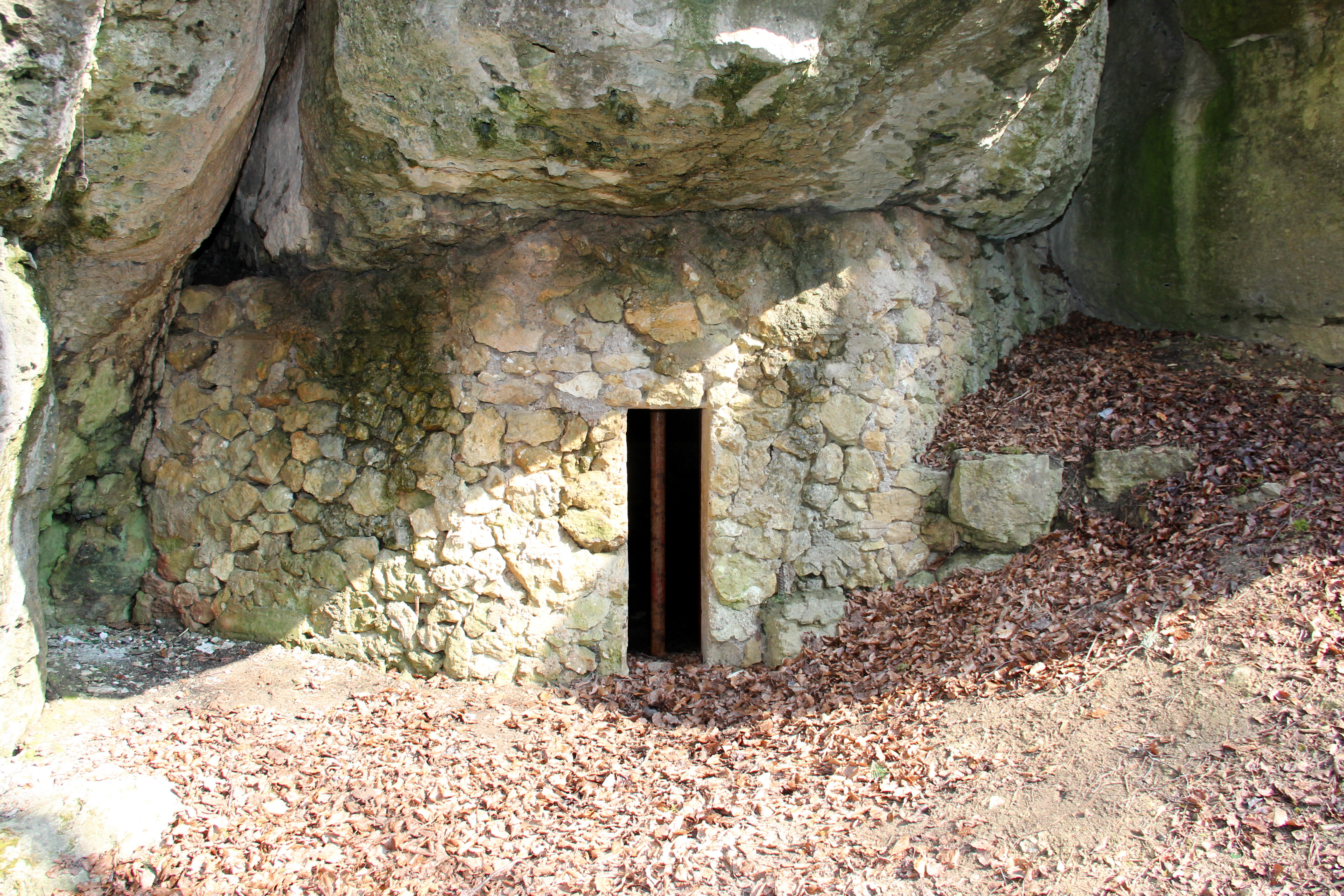
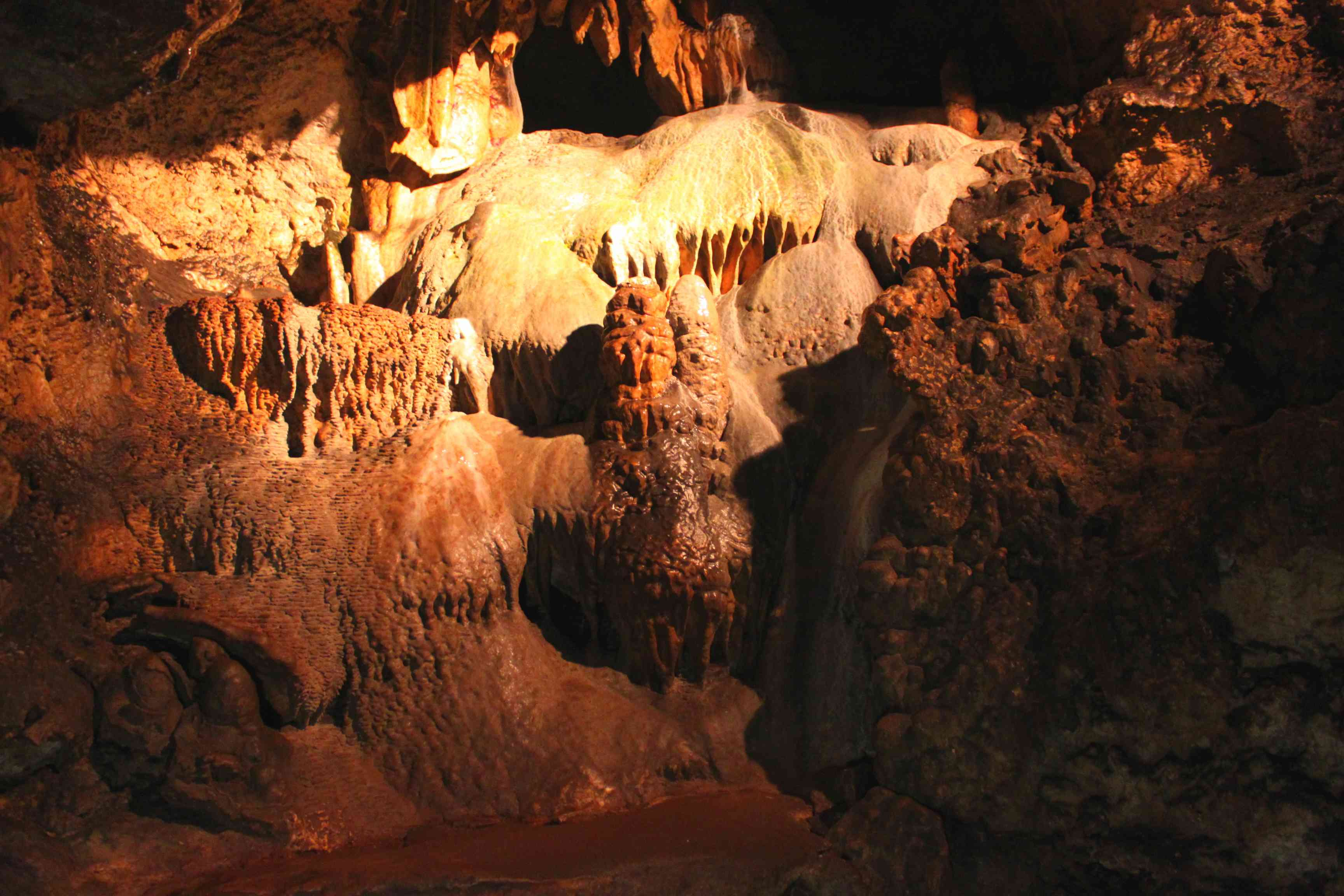

## Közigazgatás
A 15 településrész:
| - Bärnhof - Finstermühle - Fischstein - Hammerschrott - Höfen - Krottensee - Mosenberg - Neuhaus an der Pegnitz | - Oberbrand - Ranna - Rehberg - Rinnenbrunn - Rothenbruck - Unterbrand - Ziegelhütte |